# Karancsalja
Karancsalja là một thị trấn thuộc hạt Nógrád, Hungary. Thị trấn này có diện tích 12,54 km², dân số năm 2010 là 1574 người, mật độ 126 người/km².